# 사데딘 오트마니
사데딘 오트마니(아랍어: سعد الدين العثماني, 베르베르어: ⵙⴰⵄⴷ ⴷⴷⵉⵏ ⵍⵄⵓⵜⵎⴰⵏⵉ, 프랑스어: Saadeddine Othmani, 1956년 1월 16일~)는 모로코의 정치인이다. 그는 2017년 3월 17일부터 2021년 10월 7일까지 모로코의 제16대 총리를 역임했다. 이전에는 2012년부터 2013년까지 외무장관을 역임했다.
2011년 11월 25일 치러진 총선에서 정의개발당(PJD)이 승리함에 따라 2012년 1월 3일 무함마드 6세 외교부 장관에 의해 임명되어, 2013년 10월 10일까지 역임했다. 2002년부터는 아랍 마그레브 연합의 자문 위원회인 추라 마그레브 평의회의 회원이기도 하다.

## 어린 시절
오트마니는 1956년 수스 지역의 아가디르 근처 이네즈가네에서 태어났다. 그는 수스 출신의 유명한 클레우 가문 출신인데, 아구르시프(타프라아우트 근처 아마누즈 부족에 속하는 작은 마을) 마을은 모하메드 모크타르 수사에 따르면 "모로코에서 과학이 천 년 이상 지속된 유일한 두 가문 중 하나"이다. 이는 이슬람 법학이며 현대적 의미의 과학이 아니다. 그의 가족은 암멜네 계곡에 있는 마을로 이주한 후 이네즈가네로 이주했다.

## 정치 경력
2004년 압델크림 알카티브의 정치에서 탈퇴한 후 오트마니는 정의개발당(PJD) 대표가 되었다.. 당시 그는 이네즈가네의 의회 의원이기도 했다. 그는 이후 2008년 압델릴라 벤키란의 뒤를 이었고, 벤키란의 정부 구성 실패로 2017년 다시 한번 당 대표가 되었다.
오트마니는 2012년 1월 3일부터 2013년 10월 10일까지 자신의 당인 PJD가 이끄는 정부에서 외교부 장관을 역임했다. 그는 외교부 장관직을 살라헤딘 메주아르가 이어받았다. 그 후 PJD의 의회 그룹을 이끌었다.
2017년 3월 17일, 오트마니는 무함마드 6세에 의해 총리로 임명되었다. 오트마니는 후에 그의 총리 임명이 "예상치 못한 일"이라고 말했다.
2017년 3월 25일, 오트마니는 자신이 이끄는 정부가 PJD, 국민독립총궐기대회(RNI), 민중운동(MP), 헌법연합(UC), 진보사회주의당(PPS), 민중총궐기대회(USFP)를 포함할 것이라고 발표했다.
그의 내각은 2017년 4월 5일에 구성되었다. 그의 정부는 프랑코파로 여겨졌다. 2017년 11월 26일, 오트마니는 모로코 북부 알리프 지역에 대한 정부의 개발 프로그램을 이행하지 않은 것으로 알려진 이유로 4명의 내각 구성원의 해임을 발표했다.

## 사생활
2021년 10월, 오트마니는 라바트에서 개인 정신과 진료를 재개했으며, 법학과 정치계에서 모로코 유명 인사들이 걸어온 길에 대한 책도 출간했다.